# Copelatus irinus
Copelatus irinus är en skalbaggsart som beskrevs av Régimbart 1899. Copelatus irinus ingår i släktet Copelatus och familjen dykare. Inga underarter finns listade i Catalogue of Life.